# クロスタイ

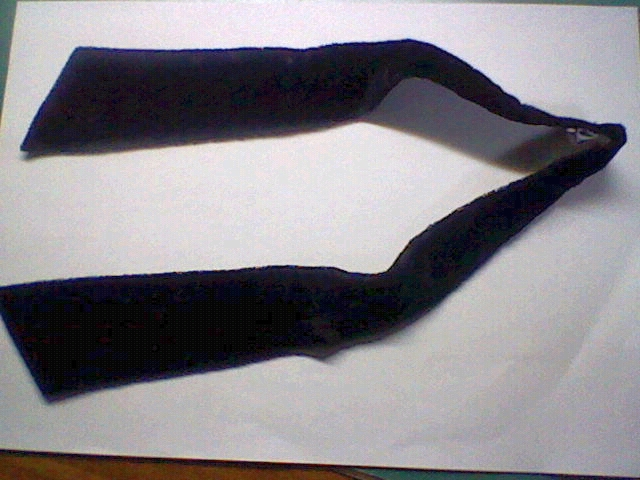
ビロード製のクロスタイ

クロスタイ（cross tie）は、略礼装に用いられている十字状のネクタイ。蝶ネクタイを略したもので1960年代に生まれたとされている。十字にタイを結んだ後、スティックピンで結ぶようになっている。